# Pavillon Ryongwang

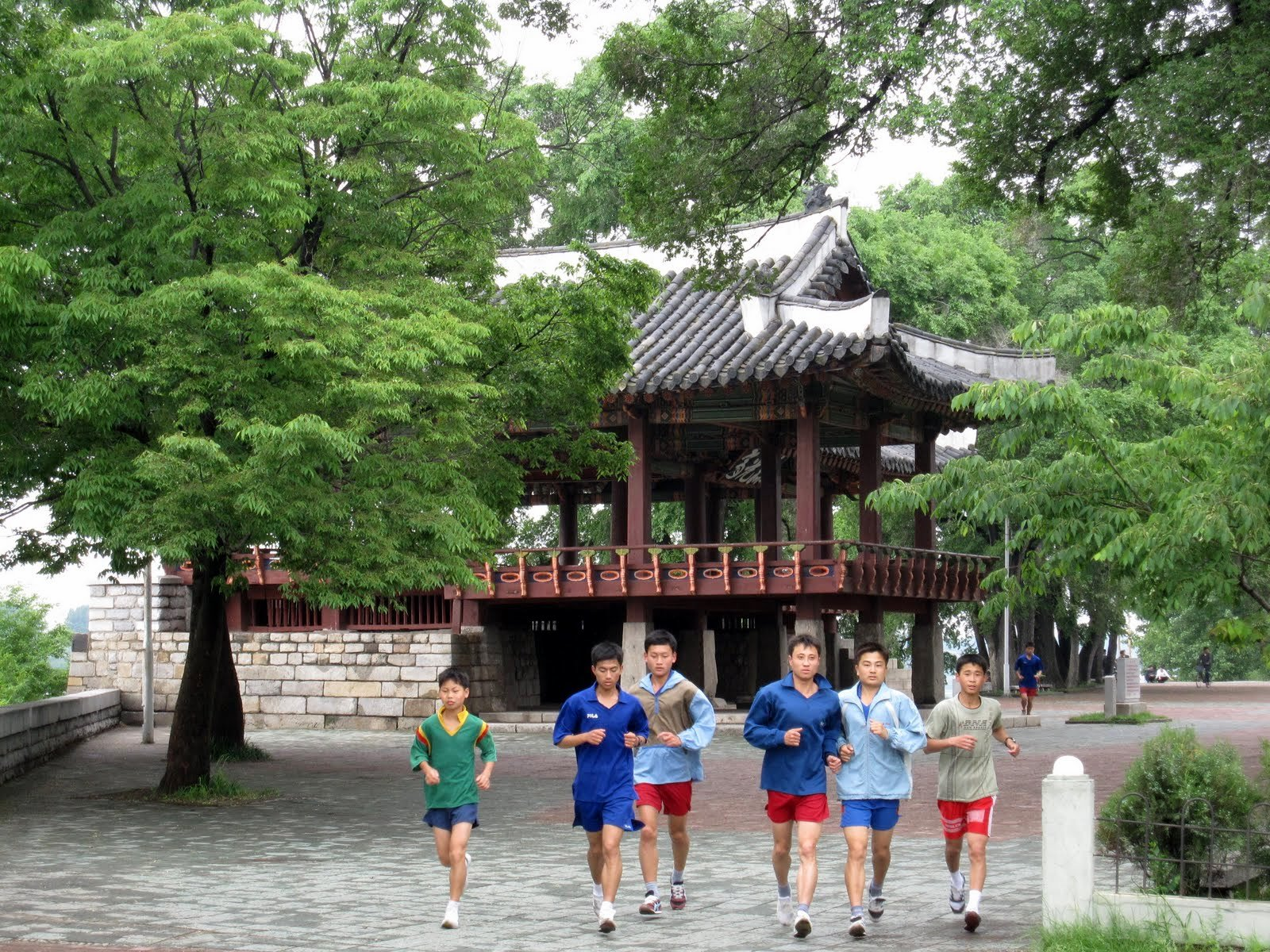
Le pavillon Ryongwang

Le pavillon Ryongwang (coréen : 련광정, Ryongwangjong) est un bâtiment construit initialement au milieu du VIe siècle alors que Pyongyang était la capitale de l'État de Goguryeo. Il servait de poste de commandement est de la forteresse de Pyongyang et se trouve à côté de la porte de Taedong et de la cloche de Pyongyang. Il a été reconstruit en 1670 puis bombardé par l'aviation américaine pendant la guerre de Corée et de nouveau reconstruit. Sur sa poutre frontale, un tableau porte l'inscription « paysage sans pareil » en référence aux paysages de Pyongyang.
Son site dominant la rivière Taedong lui a valu l'appellation de « site le plus pittoresque » et son classement parmi les huit merveilles de Kwanso. Il a été désigné trésor national n° 16.

## Histoire
C'est en ce lieu que, au début de la guerre Imjin (1592-1598), le général Kim Ung-so et la kisaeng Kye Wolhyang sont parvenus à tuer le commandant de la garnison japonaise, Konishi Hidanokami. Le général parvint à s'échapper mais la kisaeng fut arrêtée et exécutée pour son rôle dans le complot. Après la libération de Pyongyang en 1593, Kim Ung-so fit construire un sanctuaire en son honneur devant le pavillon. En 1835, le petit sanctuaire en bois a été remplacé par une borne en granit. 

## Référence
- « Vestiges historiques : Pavillon Ryongwang », Corée, n° 632, page 40, 2012.